# Knuckleball

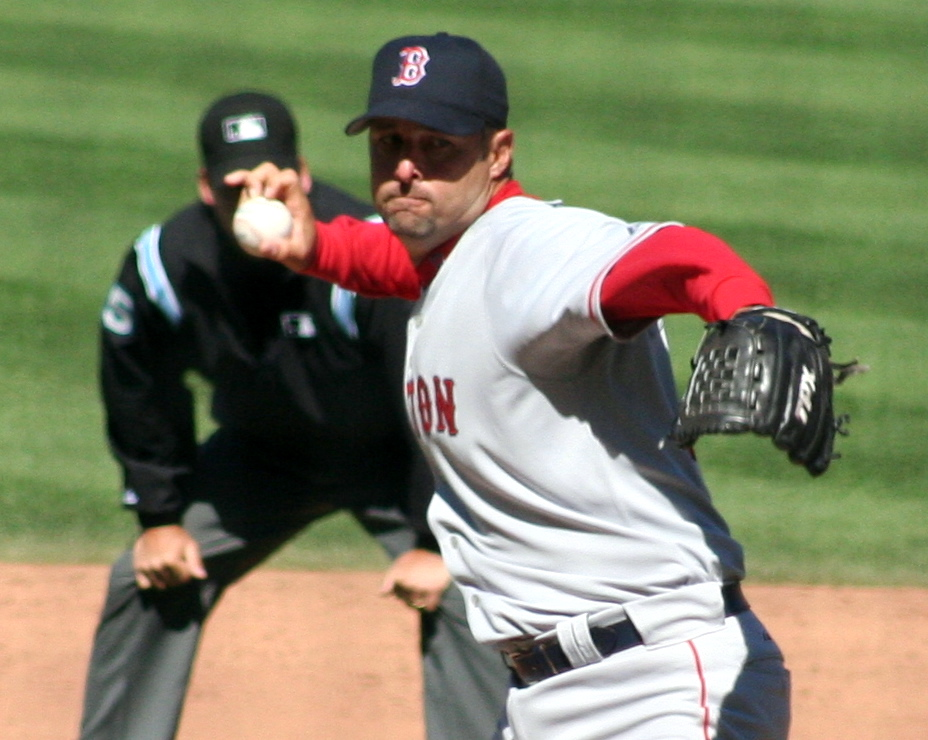
Tim Wakefield beim Werfen eines Knuckleball

Der Knuckleball, auch Knuckler oder Floater, gilt als der exotischste Pitch (Wurf) beim Baseball. Er wird ohne jede Rotation geworfen, was die Flugbahn ungewöhnlich instabil macht, da es keinen stabilisierenden Effet gibt. Der Name ist etwas irreführend, denn meist wird der Ball mit den Fingerspitzen und nicht mit den Fingerknöcheln (englisch knuckle) gehalten und dann herausgeschnippt. Ohne Rotation schiebt der recht langsame Ball (60 mph, etwa 95 km/h) ein Luftkissen vor sich her und ändert unberechenbar seine Flugkurve (englisch „the knuckleball dances“). Der Flug des Balles ist sehr schwer zu kontrollieren, der Pitcher riskiert neben vielen Walks auch viele Hit by Pitch. Der Catcher muss sehr achtsam beim Fangen der Bälle sein.
Es gibt nur wenige Pitcher, die diesen Ball werfen: John Smoltz, Steve Sparks oder auch Tim Wakefield von den Boston Red Sox.
Auch R.A. Dickey hat nach Erlernen des Knuckleballs seine Karriere in den letzten Jahren wiederbeleben können und für die New York Mets in der Saison 2012 gespielt.
Eri Yoshida, die erste Frau, die in einer japanischen Profiliga (Kansai Independent Baseball League, 2009) spielte, wirft hauptsächlich Knuckleballs. Im Jahr 2010 hat sie im Rahmen des Spring Trainings einen Tag gemeinsam mit Wakefield trainiert.

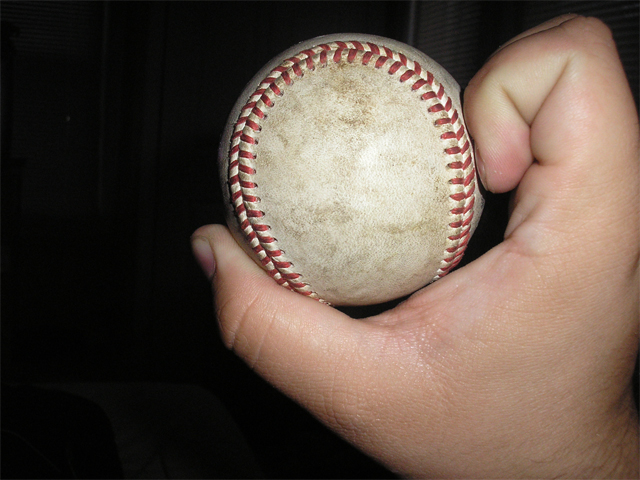
Seitlich
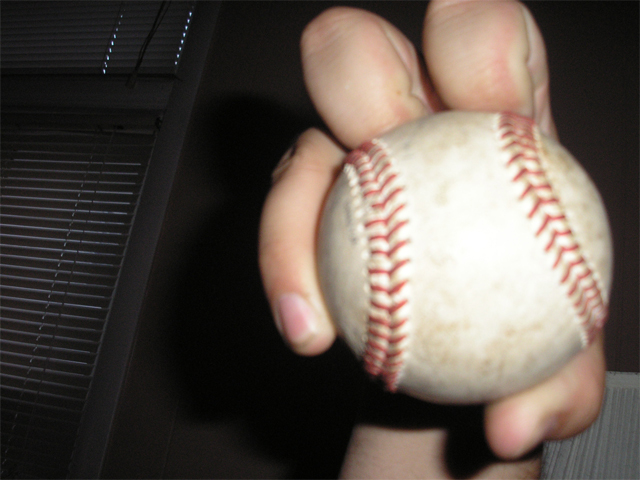
Von vorn